# Cristoforo Riva
Cristoforo Riva (Milano, 3 aprile 1771 – Galbiate, post 1840) è stato un avvocato, politico e nobile italiano.

## Biografia
Nato a Milano il 3 aprile 1771, figlio di Giovanni Battista, notaio, e nipote di Carlo Maria, anch'egli notaio, si laureò in legge (come il fratello Nob. Don Girolamo) a Pavia nel 1791. Fu Barone del Regno, Consigliere di Stato sotto Napoleone e Regio Procuratore presso il Consiglio del Sigillo dei Titoli e quello delle Prede Marittime (D. 8.10.1809; LL.PP. 05.05.1812), e Cavaliere dell'Ordine della Corona Ferrea per nomina del 30.09.1811. Morì in età avanzata nella casa di famiglia in Vicolo Portoni, nel centro di Galbiate. Questo ramo  dell'antichissimo Casato Riva (de Rippa de Galbiate) di Brianza (consanguineo a quello dei Conti Riva Andreotti, a quello dei Nobili Riva Finoli e a quello del Nobile Bartolomeo Riva di Castelgoffredo) venne confermato nell'antica nobiltà con Decreto del 28 marzo 1791. Successivamente il Governo Austriaco, restaurato nel 1815, confermò a Cristoforo Riva il titolo di Barone (l'11 novembre 1816) ma solamente in via personale.
Amante di lettere e musica fu Protettore del Pio Istituto Filarmonico di Milano insieme al Conte Renato Borromeo, al Duca Carlo Visconti di Modrone, al Conte Giulio Ottolini Visconti e al Conte Cesare Pompeo Castelbarco. Questo pio fondo di beneficenza si preoccupava di assicurare il mantenimento ai professori di musica che per varie regioni fossero divenuti inabili o indigenti.
Suo avo e omonimo fu l'Illustrissimus Dominus Cristoforo Riva (figlio di Cipriano) che alla fine del 1500 era Governatore Generale della Contea di Modica. Lo ricordano due lapidi ancora perfettamente conservate nella splendida Cappella intitolata a San Cristoforo, ove è sepolto con una figlia e il genero, all’interno della Chiesa di San Vittore al Corpo a Milano.

## Arma Riva di Brianza e Milano
Tutti i rami della nobile famiglia Riva di origine brianzola hanno alzato nei secoli la stessa arma, differente a volte esclusivamente negli smalti:
Interzato in fascia: nel 1° d’oro all’aquila spiegata di nero coronata del campo (= Capo dell’Impero); nel 2° di rosso al leone illeopardito di oro e linguato di rosso; nel 3° innestato (o ondato) in fascia d’argento e d’azzurro di quattro (o sei) pezzi.